# Шкала депресії Бека
Шкала депресії Бека (BDI, BDI-1A, BDI-II) створена Аароном Беком у 1961 році, призначена для самооцінки депресії. Шкала Бека – один із найбільш широко використовуваних тестів для вимірювання тяжкості депресії.
Існує три версії BDI: оригінальна BDI, вперше опублікована в 1961 році, а потім переглянута в 1978 році як BDI-1A, і BDI-II, опублікована в 1996 році. У своїй останній версії BDI-II, на відміну від попередніх, розроблена для осіб віком від 13 років.

## Методика
Шкала містить 21 питання – кожне описує симптом депресії. Запитання передбачають 4 варіанти відповіді – потрібно вибрати відповідний для своєї ситуації. Кожній відповіді надається певна кількість балів. Їхня загальна сума варіюється від 0 до 63. Чим більша цифра, тим вищий рівень депресії.
Оригінальна BDI, вперше опублікована у 1961 році,  складається з 21 запитання про те, як людина почувалася протягом останнього тижня. Кожне запитання мало набір із принаймні чотирьох можливих відповідей різної інтенсивності. Наприклад:
- (0) Мені не сумно.
- (1) Мені сумно.
- (2) Мені весь час сумно, і я не можу цього позбутися.
- (3) Я такий(-а) сумний(-а) або нещасливий(-а), що не можу цього витримати.

Під час оцінки тесту кожній відповіді присвоюється значення від 0 до 3, а потім загальний бал порівнюється з ключем для визначення тяжкості депресії. Стандартні граничні бали були такими: 
- 0–9: вказує на мінімальну депресію
- 10–18: вказує на легку депресію
- 19–29: вказує на помірну депресію
- 30–63: вказує на важку депресію.

BDI-IA була переглядом оригінального інструменту, розроблена Беком у 1970-х роках і захищена авторським правом у 1978 році.
BDI-II була переглядом BDI 1996 року , розроблена у відповідь на публікацію Американської психіатричної асоціації Діагностичного та статистичного класифікатора з ментальних розладів четвертого видання, яке змінило багато діагностичних критеріїв великого депресивного розладу.
BDI-II також містить близько 21 запитання, кожна відповідь оцінюється за шкалою від 0 до 3. Більш високі загальні бали вказують на більш серйозні симптоми депресії. Стандартні граничні бали дещо відрізняються від оригінальної BDI:
- 0–13: мінімальна депресія
- 14–19: легка депресія
- 20–28: помірна депресія
- 29–63: важка депресія.

У початковому варіанті шкала депресії заповнювалася за участю кваліфікованого експерта (психіатра, клінічного психолога або соціолога), що зачитував уголос кожен пункт із категорії, а після просив пацієнта вибрати твердження, яке найбільше відповідає його стану на поточний момент. Пацієнту видавалася копія опитувальника, за яким він міг стежити за пунктами, що читаються експертом. На підставі відповіді пацієнта дослідник зазначав відповідний пункт на бланку. На додаток до результатів тестування дослідник враховував анамнестичні дані, показники інтелектуального розвитку та інші параметри, що його цікавлять.
В даний час вважається, що процедура тестування може бути спрощена: опитувальник видається на руки та заповнюється людиною самостійно.
Шкала депресії Бека (BDI, BDI-IA, BDI-II) була розроблена для кількісної оцінки інтенсивності депресії та відображення її глибини. Шкала може відстежувати зміни тяжкості депресії у часі і забезпечувати об’єктивні показники для оцінки покращення та ефективності чи неефективності методів лікування. Шкала також широко використовується в клінічних дослідженнях.
BDI має ті ж обмеження та недоліки, що й інші шкали самооцінки, оскільки бали можуть бути легко перебільшені або зменшені особою, яка обстежується. Як і в інших анкетах, спосіб застосування інструменту може вплинути на остаточний бал. Наприклад, якщо пацієнта просять заповнити форму шкали перед іншими людьми в клінічному середовищі, то було показано, що соціальні очікування викликають іншу відповідь у порівнянні з застосуванням шкали через поштове опитування.
В учасників із супутніми фізичними захворюваннями залежність результату тесту BDI від таких фізичних симптомів, як втома, може штучно завищувати бали через насамперед симптоми хвороби, а не депресії. Щоб вирішити цю проблему, Бек і його колеги розробили «Шкалу депресій Бека для первинної медичної допомоги» (BDI-PC), коротку скринінгову шкалу, що складається з семи пунктів BDI-II, які вважаються незалежними від фізичних функцій. На відміну від стандартної BDI, BDI-PC дає лише бінарний результат: «без депресії» або «депресія» для пацієнтів, які перевищують граничний бал 4.
Немає жодних доказів того, що BDI-II є більш дійсним або надійним діагностичним інструментом, ніж інші шкали депресії.

## Зовнішні посилання
- Список психіатричних шкал оцінки депресії від Neurotransmitter.net
- Шкала депресії Бека (BDI-II). Тест онлайн